# راه‌آهن اوسامبارا
راه‌آهن اوسامبارا (آلمانی: Usambarabahn) اولین خط ترابری ریلی ساخته‌شده در آفریقای خاوری آلمان (تانزانیای امروزی) بود و در سال ۱۸۹۱ برای اتصال بندر تانگا در ساحل اقیانوس هند به دریاچه ویکتوریا ساخته شد. پس از جنگ جهانی اول بریتانیا قیمومیت آفریقای خاوری را عهده‌دار شد و کنترل این راه‌آهن را به دست گرفت و تا استقلال تانزانیا کنترل آن را در دست داشت.